# Elecciones municipales de 2023 en Estepona
Las elecciones municipales de 2023 se celebraron en Estepona el domingo 28 de mayo, de acuerdo con el Real Decreto de convocatoria de elecciones locales en España dispuesto el 3 de abril de 2023 y publicado en el Boletín Oficial del Estado el 4 de abril. Se eligieron los 25 concejales del pleno del Ayuntamiento de Estepona, a través de un sistema proporcional (método d'Hondt), con listas cerradas y un umbral electoral del 5%.

## Candidaturas
En total cuatro partidos políticos o coaliciones presentaron listas electorales en estos comicios:
|  | 60.79 % |

|  | 19.65 % |

|  | 13.42 % |

|  | 4.66 % |

## Jornada electoral
Un total de 47.354 personas estaban llamadas a votar para elegir a los concejales que compondrían el pleno del Ayuntamiento en el periodo 2023-2027. El censo estaba dividido en 66 mesas electorales que se constituyeron sin ninguna incidencia.

### Participación
A continuación, se muestra una tabla que refleja los datos de participación en estas elecciones desgranados por períodos temporales, conforme el Ministerio del Interior fue proporcionándolos en directo durante la jornada electoral. Se comparan las cifras de participación con los de las últimas elecciones municipales.
| Localidad                       | Hora   | Hora   | Hora   | Hora   | Hora   | Hora   | Variación |
| Localidad                       | 14:00  | 14:00  | 18:00  | 18:00  | 20:00  | 20:00  | Variación |
| Localidad                       | 2019   | 2023   | 2019   | 2023   | 2019   | 2023   | Variación |
| ------------------------------- | ------ | ------ | ------ | ------ | ------ | ------ | --------- |
| Estepona                        | 29.57% | 29.36% | 41.53% | 40.86% | 55.32% | 51.85% | 3.47%     |
| Fuente: Ministerio del Interior |        |        |        |        |        |        |           |

## Resultados
Los resultados completos correspondientes al escrutinio definitivo se detallan a continuación:
| Candidatura     | Candidatura                                                          | Votos  | %                               | Escaños                         |
| --------------- | -------------------------------------------------------------------- | ------ | ------------------------------- | ------------------------------- |
|                 | Partido Popular Andaluz (PP-A)                                       | 14 706 | 60,79                           | 17                              |
|                 | Partido Socialista Obrero Español de Andalucía (PSOE-A)              | 4754   | 19,65                           | 5                               |
|                 | Vox (Vox)                                                            | 3252   | 13,42                           | 3                               |
|                 | Con Andalucía Podemos - Izquierda Unida con Estepona (Con Andalucía) | 1134   | 4,66                            | 0                               |
| Votos en blanco | Votos en blanco                                                      | 353    | 1,45                            | n/a                             |
| Votos válidos   | Votos válidos                                                        | 24 199 | 100,00                          | 25                              |
| Votos nulos     | Votos nulos                                                          | 358    | Participación: \| \| 51.85 % \| | Participación: \| \| 51.85 % \| |
| Votantes        | Votantes                                                             | 24 557 | Participación: \| \| 51.85 % \| | Participación: \| \| 51.85 % \| |
| Electores       | Electores                                                            | 47 355 | Participación: \| \| 51.85 % \| | Participación: \| \| 51.85 % \| |
|                 | 51.85 %                                                              |        |                                 |                                 |

## Concejales electos
Relación de concejales electos:
| N.º | Nombre                           | Lista | Lista  |
| --- | -------------------------------- | ----- | ------ |
| 1   | José María García Urbano         |       | PP-A   |
| 2   | Ana María Velasco Garrido        |       | PP-A   |
| 3   | Salvador Pedraza López           |       | PP-A   |
| 4   | Susana Aragón García             |       | PP-A   |
| 5   | Blas Ruzafa Guirao               |       | PP-A   |
| 6   | José María Ayala García          |       | PP-A   |
| 7   | Paula Herrera Ortega             |       | PP-A   |
| 8   | Cristina Isabel Cintrano Montes  |       | PP-A   |
| 9   | María Begoña Ortiz Morales       |       | PP-A   |
| 10  | Jorge Moro Domingo               |       | PP-A   |
| 11  | Daniel García Ramos              |       | PP-A   |
| 12  | Ana Vilaseca Agüera              |       | PP-A   |
| 13  | Esperanza Macarena Dianez Correa |       | PP-A   |
| 14  | Encarnacion Perez Cabrera        |       | PP-A   |
| 15  | Maria Aguilar Reyes              |       | PP-A   |
| 16  | Maria Salomé Hidalgo Monci       |       | PP-A   |
| 17  | Pablo Jesús García Romero        |       | PP-A   |
| 18  | Emma María Molina Fernández      |       | PSOE-A |
| 19  | Antonio Benítez Martín           |       | PSOE-A |
| 20  | Francisca Márquez Contreras      |       | PSOE-A |
| 21  | Francisco Javier Horrillo Ruiz   |       | PSOE-A |
| 22  | Inés María Gazquez Godoy         |       | PSOE-A |
| 23  | Manuel Melchor Aguilar Illescas  |       | VOX    |
| 24  | Ana Gil Román                    |       | VOX    |
| 25  | Isabel Amalia Marcos Soletto     |       | VOX    |

Pablo Jesús García Romero (PP-A) obtiene el acta de concejal tras que dos de sus compañeros de lista renunciaran a ocupar su puesto en el consistorio.

## Acontecimientos posteriores
Investidura del alcalde
En la votación de investidura que tuvo lugar en la sesión plenaria constitutiva de la corporación municipal celebrada el 17 de junio de 2023, José María García Urbano resultó reelegido alcalde de Estepona por cuarta vez con mayoría absoluta de los votos de los concejales (17 votos, cuatro más de los necesarios) al recibir los votos del grupo municipal del PP. Los cinco concejales del PSOE se abstuvieron y no votaron por ningún candidato. Por su parte, Manuel Melchor Aguilar Illescas obtuvo los 3 de su formación, Vox.
| Candidatos a la alcaldía        | Votos |
| ------------------------------- | ----- |
| José María García Urbano        | 17/25 |
| Abstención                      | 5/25  |
| Manuel Melchor Aguilar Illescas | 3/25  |